# Спиридон Харисијадис
Спиридон Харисијадис (Ниш, 1880 – Београд, 1943) је био српски официр и трговац, отац историчарке уметности Марије Маре Харисијадис.

## Биографија
Спиридон (Спира) Харисијадес  је рођен у децембру 1880. године у Нишу, као треће дете Ефросиме и Аристотела Харисијадеса. И по националности и по народности оба родитеља су били Грци. 
Отац Аристотел је рођен 1844. у месту Цервар (сада Елафотопос), а мати Евросима 1850. године у месту Монодендри. Оба места се налазе у Грчкој покрајини Епир, у области са старословенским називом Загори. 
У Ниш су дошли почетком седамдесетих. Године 1874. Аристотел оснива радњу за промет колонијалном робом. Био је успешан трговац, извозник, акционар и члан Управног одбора Нишке акционарске штедионице , члан српског друштва "Црвени крста" Ниш , генерални заступник познатог Атинског произвођача вина и коњака Андреје П. Кампаса  и просветни добротвор . Аристотел и Евросима су имали седморо деце. У периоду између 1875 и 1888. рађали су се следећим редом: Александар, Костандин, Спиридон, ћерка Александра, близанци Перикле и Леонида и на крају Сократ. Сва деца су рођена у Нишу изузев Костандина који је рођен у Алексинцу. Децу је учинио акционарима док су још била малолетна. Спиридон је постао акционар  Нишке акционарске штедионице 1893. године.
Као свршени ђак 6. разреда гимназије, 1899. године примљен у XXXII класу ниже школе војне академије у Нишу. По завршетку 1901. године постаје активно војно лице, са чином пешадиског поручника, све до 1907. када је због привремене телесне неспособности, стављен у стање недејства.   Као резервни официр је од 1912-1918 учествовао у ратовима у српској војсци. У време Балканских ратова 1912 и 1913. године као поручник је командовао 2. четом 1. батаљона 2. пешадијског пука II позива Моравске дивизије. За показану и осведочену храброст на бојишту у рату 1912-13. године је одликован Сребрном медаљом за храброст. 
Године 1914. је као капетан II класе службовао код војног изасланика у Атини са седиштем у Солуну, а године 1915, је пред повлачење српске војске и прогнаних цивила преко Албаније и Црне Горе, био ађутант у батаљону који је осигуравао прелаз преко Албаније Двору и Врховној команди у Солуну. Пошто је оболео од маларије и бубрега евакуисан је у Француску, где је по оздрављењу задржан на служби при војној делегацији у Марсељу, за одржаваћа везе између француских војних и цивилних власти и наше војне делегације. Од 1917. до демобилизације провео је на Крфу и у Солуну у својству ордононс официра г. Министра војске генерала г. Михаила Рашића. Као резервни војни официр достигао је чин потпуковника. 
Осим војне школе завршио је и две године економских наука и књижевности на Женевском универзитету.
1907. године Спиридон се венчава са Јеленом Николаевном Машин у руском храму у Женеви.  Јелена Машин  (Виљна, 1887 – Ниш, 1910) је била унука Јована Машина дворског лекара кнеза Михајла и краља Милана. Јован је имао три сина и две ћерке: Светозара (инжењера и првог мужа касније краљице Драге), Александра (вођу завереника у Мајском преврату), Николу (инжењера у Русији), Лепосаву и Полексију. Јеленин отац Никола Машин био је ожењен Рускињом Надеждом Обрасцов. Никола се није бавио политиком.
Спиридон у браку са Јеленом добија ћерку Марију (1908)  и сина Петра (1910) . Једанаестог дана после порођаја са Петром Јелена умире.  Прва је сахрањена у породичној гробници Харисијадиса у Нишу. Касније су у њој сахрањени Спиридонови родитељи Аристотел и Евросима и најмлађи брат Сократ. 
Одмах после Првог Светског рата, Спиридон се са братом Костандином досељава у Београд где купују кућу у Добрачиној 33. У Београду региструју трговачку фирму А. Харисијадис, организују извозне послове у Београду и на суседном плацу на углу улица Добрачина-Страхињића Бана финансирају изградњу заједничке породичне куће познате како Палата браће Харисијадис (1924). У наредном периоду својим активностима у Извозничком Удружењу повезују привреднике Грчке и Југославије, организују одласке наших привредника на Међународни сајам у Солуну и учествују у дочеку грчких привредника у Београд. Био је члан управе Грчко-југословенске лиге и члан пословног одбора Југословенског комитета за унапређење привредних односа између Југославије и Грчке.
Умро је у Београду 1943. године где је и сахрањен у породичној гробници на Новом гробљу.